# 曹咎
曹 咎（そう きゅう、拼音：Cáo Jiù、? - 紀元前203年）は、秦・楚に仕えた重臣。楚漢戦争期には諸侯にまでなり重きを成した。『史記』「項羽本紀」に記述がある。

## 経歴
秦の時代は蘄県の獄掾（刑獄の事務官）の地位にあり、罪を犯して逮捕された項梁を庇い、当時の上司だった司馬欣に取り次いで項梁の無罪を勝ち取った。この経緯もあり、秦が滅亡すると項羽から海昏侯・大司馬に任命された。紀元前203年、項羽から成皋の守備を任され、司馬欣と共に防衛していたが、漢の劉邦軍に大敗して司馬欣と共に自害した。